# Terminologia delle Isole britanniche

     Le Isole britanniche
     Elementi geografici
     Entità giuridiche

Un diagramma di Eulero-Venn che spiega le relazioni fra i termini
Elementi geografici
Entità giuridiche

Vari termini sono usati per descrivere le diverse (e talora sovrapposte) aree geografiche e politiche delle isole della Gran Bretagna, dell'Irlanda e delle isole circostanti. La terminologia è spesso fonte di confusione, in parte a causa della somiglianza tra alcune delle parole effettivamente usate, ma anche perché queste sono spesso usate in modo approssimativo. Lo scopo di questa voce è di spiegare i significati e le relazioni fra questi termini.
La lista completa delle Isole britanniche include oltre 1 000 isole, di cui 51 hanno un'area maggiore di 20 km².

## Termini geografici
- Le Isole britanniche (British Isles) sono un arcipelago che consiste delle due grandi isole di Gran Bretagna e Irlanda e di molte isole minori circostanti, come le Isole del Canale e le centinaia di isole al largo della Scozia.
- La Gran Bretagna (Great Britain) è la più grande isola dell'arcipelago e si trova direttamente a nord della Francia.[2][3][4]
- L'Irlanda (Ireland) è la seconda più grande isola dell'arcipelago e si trova direttamente ad ovest della Gran Bretagna.

Isole britanniche (British Isles)
Gran Bretagna
Irlanda
Isola di Man
Isole del Canale (Jersey, Minquiers, Écréhous, Les Dirouilles, Pierres de Lecq, Guernsey, Caquorobert, Crevichon, Grande Amfroque, Herm, Houmets, Jethou, Lihou, Alderney, Burhou, Casquets, Ortac, Renonquet, Sark, Brecqhou)

## Termini politici/amministrativi
- Inghilterra, Scozia, Galles e Irlanda del Nord sono talvolta chiamati i paesi costitutivi o le nazioni costitutive (constituent countries) del Regno Unito di Gran Bretagna e Irlanda del Nord. Alternativamente, sono chiamati i paesi del Regno Unito.
- Gran Bretagna significa le nazioni d'Inghilterra, Galles e Scozia considerate come unità.[5][6]
- L'Irlanda (Ireland) è la repubblica sovrana che occupa la porzione maggiore dell'isola d'Irlanda. Tuttavia, per distinguere lo Stato dall'isola di cui occupa la maggior parte, o per distinguere entrambi dall'Irlanda del Nord (Northern Ireland), essa è chiamata anche "la Repubblica d'Irlanda" (Republic of Ireland) o semplicemente "la Repubblica". Occasionalmente, in un contesto di lingua inglese sarà usato il suo nome in lingua irlandese, Éire, per distinguerla dall'"Irlanda del Nord", anche se la parola "Éire" si traduce direttamente come "Irlanda".
- Il Regno Unito di Gran Bretagna e Irlanda del Nord (United Kingdom of Great Britain and Northern Ireland) è la monarchia costituzionale che occupa l'isola di Gran Bretagna, le piccole isole vicine (ma non l'Isola di Man né le Isole del Canale), e la parte nord-orientale dell'isola d'Irlanda. Solitamente, è abbreviato in Regno Unito (United Kingdom), UK, Gran Bretagna (Great Britain) o Britain.[5][7] L'abbreviazione GB si usa generalmente per il Regno Unito di Gran Bretagna e Irlanda del Nord negli accordi internazionali, ad es. l'Unione Postale Universale e la Convenzione sul Traffico Stradale, oltre che nei codici paese ISO 3166 (GB e GBR).
- Le British Islands comprendono il Regno Unito e le dipendenze della Corona britannica. Si tratta degli stati che, all'interno delle Isole britanniche, hanno il monarca britannico come capo di stato.

British Islands
Regno Unito di Gran Bretagna e Irlanda del Nord
Inghilterra
Scozia
Galles
Irlanda del Nord
Le dipendenze della Corona britannica ( Isola di Man,  Jersey e Guernsey)
Irlanda

## Termini colloquiali
- Il Regno Unito e la Repubblica d'Irlanda sono talvolta chiamati "nazioni" (nations) nei documenti formali, sebbene l'Inghilterra, il Galles, la Scozia e (in misura minore) l'Irlanda del Nord siano propriamente nazioni. Nel linguaggio quotidiano i termini nazione e paese sono usati in modo quasi intercambiabile. Il termine "Stato" (State) è più adatto per definire il Regno Unito e la Repubblica d'Irlanda
  - Britannico (British) è un aggettivo che si riferisce al Regno Unito; ad esempio, un cittadino del Regno Unito è chiamato cittadino britannico.
- Il Galles è talvolta chiamato erroneamente il "Principato del Galles" (Principality of Wales), o solo "il Principato" (the Principality), benché ciò non abbia alcuna base geografica o costituzionale moderna.
- L'Irlanda del Nord può anche essere chiamata, dai sostenitori dell'unionismo, "la Provincia" (the Province), in relazione alla sua ubicazione dentro la provincia dell'Ulster.
- Blighty è una parola di gergo (slang) per Gran Bretagna, derivata dalla parola hindustani bilāyatī ("straniero"). A seconda di chi la usa, è intesa o in modo affettuoso o in modo dispregiativo. Era usata spesso dai soldati britannici all'estero nella prima guerra mondiale per riferirsi a casa.

## Termini sportivi
- I paesi costitutivi del Regno Unito spesso competono separatamente nelle competizioni sportive internazionali come nazioni e possono essere descritti come le "Nazioni interne" (Home Nations). Ad esempio nel calcio, Scozia, Galles, Irlanda del Nord e Inghilterra giocano come nazioni e sono ufficialmente appellati con questo termine. Una complicazione aggiuntiva è che in alcuni sport (come nel rugby a 15, nel rugby a 13, nell'hockey su prato, nel cricket, nel pugilato, nel golf, nell'atletica leggera) i giocatori dell'Irlanda del Nord e della Repubblica d'Irlanda giocano come una squadra unica, quella dell'Irlanda, nelle competizioni internazionali.
- I giocatori di rugby a 15 sia dell'Irlanda che del Regno Unito giocano per i British and Irish Lions ("Leoni britannici ed irlandesi") che rappresentano le quattro Home Unions ("Associazioni interne") d'Inghilterra, Irlanda, Scozia e Galles.
- Gran Bretagna si usa di solito per indicare il Regno Unito. In genere ciò è dovuto semplicemente ad un linguaggio sbadato, ma a volte si usa come abbreviazione ufficiale di Regno Unito di Gran Bretagna ed Irlanda del Nord. Ad esempio, alle Olimpiadi, la squadra chiamata ufficialmente "Gran Bretagna" rappresenta l'entità politica del Regno Unito, che include l'Irlanda del Nord. La squadra olimpica dell'"Irlanda" rappresenta l'intera isola d'Irlanda, ossia un'entità geografica. Gli atleti dell'Irlanda del Nord possono scegliere di partecipare o nella squadra della "Gran Bretagna" o in quella dell'"Irlanda".[8]
- Nella maggioranza degli sport individuali (ad es. il tennis e l'atletica leggera), a livello internazionale i concorrenti sono identificati come GB se sono della Gran Bretagna o dell'Irlanda del Nord. Un numero limitato di sport (ad es. il golf) identificano i partecipanti come rappresentanti della loro nazione costitutiva. Nei Giochi del Commonwealth, le diverse parti del Regno Unito competono come nazioni separate.
- Negli sport gaelici, non si riconosce alcuna distinzione fra le contee della Repubblica e quelle dell'Irlanda del Nord. Le squadre delle contee giocano nei loro campionati provinciali (dove le sei contee dell'Ulster all'interno dell'Irlanda del Nord e le tre all'interno della Repubblica giocano tutte nel campionato dell'Ulster) ed i vincitori di questi giocano tutti nel campionato di tutta l'Irlanda (All-Ireland championship). Perfino all'interno dell'Irlanda del Nord, in tutte le partite si sventola un tricolore, la bandiera della Repubblica d'Irlanda. In partite più importanti, in cui si esegue un inno, questo è sempre Amhrán na bhFiann, l'inno nazionale della Repubblica. Nel caso delle serie dell'International Rules Football contro l'Australia, si sceglie un inno nazionale irlandese da tutte e trentadue le contee[non chiaro].
- Nel calcio, le squadre corrispondono alle entità politiche: Irlanda del Nord e Repubblica d'Irlanda. In accordo con le regole dell'UEFA e della FIFA, ciascuno di questi due paesi ha la propria lega di calcio: rispettivamente la Lega irlandese e la Lega d'Irlanda.

### Gran Bretagna, Britannia, Regno Unito
- "Britain" è un termine politico e geografico che può riferirsi al Regno Unito di Gran Bretagna e Irlanda del Nord,[9] o talvolta, come abbreviazione informale di Great Britain, all'isola di Gran Bretagna.
- "Britannia" è la provincia romana di Britannia, oppure un riferimento poetico alla Gran Bretagna posteriore, o una personificazione della Gran Bretagna.
- Bretagna (Brittany, dalla stessa etimologia di Britain), talvolta anticamente nota come Little Britain (letteralmente "Piccola Bretagna", in contrapposizione a Great Britain), era un ducato storico nel nord-ovest della Francia, ora una regione amministrativa francese.
- La Gran Bretagna è la più grande isola d'Europa e l'unione politica di tre nazioni:
  1. Inghilterra (vedi anche lo storico Regno d'Inghilterra).
  2. Galles (vedi anche lo storico Principato di Galles).
  3. Scozia (vedi anche lo storico Regno di Scozia)

"Inghilterra e Galles" è un termine politico ed amministrativo che si riferisce alle due nazioni interne (home countries) d'Inghilterra e Galles, che condividono lo stesso sistema giuridico. Fra il 1746 ed il 1967 il termine "Inghilterra" includeva effettivamente dal punto di visto giuridico anche il Galles.
- Il Regno Unito di Gran Bretagna e Irlanda del Nord, solitamente accorciato nel «Regno Unito» (United Kingdom, da cui l'abbreviazione «UK»), è la Gran Bretagna più l'Irlanda del Nord dal 1927. La divisione dell'Irlanda ebbe luogo nel 1922, ma il conseguente cambiamento nel titolo ufficiale del Regno Unito fu fatto solo con Legge del Parlamento cinque anni più tardi. Il Regno Unito di Gran Bretagna e Irlanda del Nord è spesso accorciato in «Britain», anche sui siti web ufficiali.[10][11]
  - Il Regno di Gran Bretagna fu la sola Gran Bretagna per il periodo 1707–1801.
  - Il Regno Unito di Gran Bretagna e Irlanda fu la Gran Bretagna più l'Irlanda nel periodo dal 1801 al 1922, sebbene il cambiamento di nome dopo la secessione/indipendenza della maggior parte dell'Irlanda abbia avuto luogo solo nel 1927.

N.B.: Mentre "Regno Unito" è normalmente abbreviato «UK» (da United Kingdom), il codice paese di due lettere ufficiale ISO 3166 è «GB» ed il codice di tre lettere è GBR. A causa di una convenzione preesistente, che aveva origine nella rete informatica accademica JANET del Regno Unito, il dominio Internet di primo livello del Regno Unito è .uk, un'infrazione alla pratica TCP/IP di seguire l'ISO 3166 (un dominio .gb è stato anche usato in misura limitata in passato ma ora è defunto). GB si usa anche sulle targhe automobilistiche per indicare il Regno Unito.
- Isole britanniche (British Isles[13]) in senso geografico è un termine usato per indicare l'arcipelago britannico nel suo complesso, ossia l'isola di Gran Bretagna più l'isola d'Irlanda e varie isole minori circostanti, comprese l'Isola di Man e, in alcuni contesti, le Isole del Canale (Guernsey e Jersey). L'uso di questo termine non è però pacifico e ha suscitato varie dispute, specialmente in passato.
  - "Gran Bretagna e Irlanda" (Great Britain and Ireland), o varianti come «Britain and Ireland» o «The UK and Ireland» si usano a volte come alternative al termine Isole britanniche in senso geografico.
  - "Isole angloceltiche" (Anglo-Celtic Isles): è un termine alternativo (di uso limitato) per la regione geografica comprendente Gran Bretagna e Irlanda, più comunemente indicata come "Isole britanniche". Si intende come un'espressione geografica libera da qualsiasi implicazione politica ed usa il termine di raggruppamento macroculturale "angloceltico", riferentesi ai popoli dai quali è discesa la maggioranza della popolazione delle isole in questione, gli Anglosassoni e i Celti (il termine può comprendere anche gli Anglonormanni).
  - Isole del Nord Atlantico (Islands of the North Atlantic) è un altro termine sostitutivo per "Isole britanniche", senza le stesse connotazioni politiche. Il termine fu usato nel contesto del "processo di pace" nord-irlandese, durante i negoziati dell'accordo di Belfast; Il suo acrononimo, «IONA», è anche il nome della piccola ma storicamente importante isola di Iona al largo della costa della Scozia.

La sua tortuosità e impraticabilità, dovuta all'inclusione implicita delle altre isole del Nord Atlantico come l'Islanda, l'hanno reso inattuabile e non è entrato nell'uso comune.
- British Islands[13] ("Isole britanniche" in senso giuridico-amministrativo) è un termine di uso non comune che indica il Regno Unito, l'Isola di Man e le Isole del Canale.

### Irlanda
"Irlanda" si riferisce, geograficamente, all'isola d'Irlanda, o a varie entità giuridiche e politiche:
- Irlanda (in irlandese, Éire) è l'entità politica composta dall'isola d'Irlanda ad eccezione dell'Irlanda del Nord, dal 1937. Questo è il nome dello stato secondo la Costituzione irlandese.
  - «Repubblica d'Irlanda» è la "descrizione giuridica" dell'Irlanda (ad eccezione dell'Irlanda del Nord) dal 1949. Questa forma si usa per esigenze di tatto o per evitare ambiguità. È anche il nome usato dalla squadra internazionale di calcio.
- Il Regno d'Irlanda fu l'Irlanda nel periodo 1541-1801. Il Re d'Irlanda rimase Capo di Stato dello Stato Libero d'Irlanda e dell'Irlanda-Éire finché la Legge sulla Repubblica d'Irlanda del 1948 non abolì quello status (per quanto tale status fosse cessato de facto già nel 1937).
- La Repubblica Irlandese, istituita dalla Dichiarazione d'indipendenza dell'Irlanda, fu una repubblica di 32 contee che abbracciavano l'intera isola, durante il periodo 1919-22, anche se il suo dominio de facto non si estendeva a tutta l'isola. Durante questo periodo, secondo la legge britannica, l'Irlanda rimase parte del regno Unito, anche se la sua indipendenza fu riconosciuta dalla Russia.
- Stato Libero d'Irlanda: l'Irlanda, ad eccezione dell'Irlanda del Nord, durante il periodo 1922-37.
- L'Irlanda del Sud fu uno stato autonomo di 26 contee proposto in base alla Legge sul Governo d'Irlanda del 1920. Non giunse mai ad esistenza nella realtà, essendo soppiantato dallo Stato Libero d'Irlanda.

I termini «Repubblica Irlandese» (Irish Republic), «Irlanda del Sud» (Southern Ireland), «Stato Libero d'Irlanda» (Irish Free State) ed «Éire» (nei testi di lingua inglese) sono stati usati come sinonimi della (Repubblica d') Irlanda, benché il loro uso risulti oggi inappropriato e potenzialmente offensivo.
- Irlanda del Nord: dal 1922, quella parte dell'isola d'Irlanda a nord della linea di divisione del 1922, e che è ancora parte del Regno Unito. A volte è indicata come il «Nord dell'Irlanda», le «sei contee» o, specialmente da parte dei nazionalisti irlandesi le «sei contee occupate».
- Ulster: il nome di una delle quattro tradizionali province d'Irlanda. L'area contiene le nove contee più settentrionali, delle quali sei fanno parte dell'Irlanda del Nord e tre fanno parte della Repubblica d'Irlanda. Si usa spesso anche per riferirsi alla più piccola Irlanda del Nord. Sebbene l'Ulster non sia più un'entità politica fin dai tempi degli antichi Regni provinciali gaelici, resta associato ad un'area geografica ed è usato in contesti sportivi e culturali.

## Distinzioni geografiche

### Le Isole britanniche
|  | Le Isole britanniche (British Isles) sono un arcipelago dell'Oceano Atlantico al largo della costa dell'Europa continentale. Include l'Irlanda, la Gran Bretagna e l'Isola di Man. In senso tecnico geografico, le Isole britanniche non includono le Isole del Canale, ma in pratica, e nonostante il fatto che "Isole britanniche" sia un termine geografico, le Isole del Canale di proprietà britannica sono spesso incluse a causa delle loro associazioni politiche e della loro relativa prossimità alla Gran Bretagna. Incluse sono anche le migliaia di piccole isole al largo della costa delle isole maggiori come le Shetland e le Orcadi. Il termine non è universalmente accettato. |

### Gran Bretagna
|  | La Gran Bretagna (Great Britain) si riferisce alla più grande delle Isole britanniche. Attualmente il senso della parola "Gran(de)" significa "maggiore" in contrapposizione alla provincia di Bretagna (Brittany) nella moderna Francia. Un termine storico per indicare una penisola della Francia che corrisponde in gran parte all'odierna provincia francese è "Bretagna Minore" (Lesser Britain) o "Piccola Bretagna" (Little Britain). Tale regione fu colonizzata da molti immigranti britannici durante il periodo della migrazione anglosassone in Gran Bretagna, e denominata da loro appunto "Piccola Bretagna". Il termine francese Bretagne adesso si riferisce alla "Piccola Bretagna" francese, non alla "Gran Bretagna" britannica, che in francese è chiamata Grande-Bretagne. Nei tempi classici, anche il geografo romano Tolomeo nel suo Almagesto chiamava l'isola maggiore Megale Brettania (Gran Bretagna). A quel tempo, essa era in contrapposizione all'isola minore dell'Irlanda, che egli chiamava Mikra Brettania (Piccola Bretagna). In un'opera posteriore, Geografia, Tolomeo si riferisce alla Gran Bretagna come Albione e all'Irlanda come Iwernia. È probabile che all'epoca questi "nuovi" nomi fossero quelli nativi delle isole. I nomi anteriori, per contro, è probabile che fossero stati coniati prima che vi fossero contatti diretti con i popoli locali. |

### Scozia
|  | La Scozia (Scotland) è la seconda più grande nazione costitutiva del Regno Unito, occupando la parte settentrionale della Gran Bretagna, ed include centinaia di piccole isole al largo della costa, quali Arran, le Ebridi, le Shetland e le Orcadi. La Scozia confina con l'Inghilterra a sud ed è circondata dall'Oceano Atlantico settentrionale ad ovest e dal Mare del Nord ad est. |

### Inghilterra
|  | Il nome Inghilterra (England) si riferisce specificamente alla più grande nazione costitutiva del Regno Unito. Occupa la parte sud-orientale dell'isola di Gran Bretagna, ed include piccole isole al largo della costa, come l'Isola di Wight e le Isole Scilly. La Scozia ed il Galles, le altre nazioni costitutive del Regno Unito, non sono in Inghilterra, ma confinano con essa. Nel periodo fra la Legge del Galles e di Berwick del 1746 e la Legge sulla lingua gallese del 1967, tuttavia, il termine "Inghilterra" in effetti includeva giuridicamente anche il Galles. |

### Galles
|  | Il Galles (Wales) è la terza più grande nazione costitutiva del Regno Unito, occupando una parte dell'area occidentale della metà meridionale dell'isola di Gran Bretagna, nonché alcune isole minori. Il Galles ha un confine di terra con l'Inghilterra ed è contiguo al Mare d'Irlanda a nord, al Canale di San Giorgio ad ovest e al Canale di Bristol a sud. |

### Irlanda
|  | La seconda isola più grande dell'arcipelago è l'Irlanda (Ireland). La maggior parte dell'isola è nella Repubblica d'Irlanda. Il nord-est dell'isola (Irlanda del Nord) è una nazione costitutiva del Regno Unito. Che l'Irlanda sia una parte delle "Isole britanniche" geografiche non significa che tutta l'isola sia politicamente "britannica", e il termine "Isole britanniche" è stato descritto dallo storico irlandese Nicholas Canny come "politicamente caricata" ("politically loaded"). Ci sono numerose piccole isole anche al largo della costa d'Irlanda. |

### Isola di Man
|  | L'Isola di Man (Isle of Man) è situata fra la Gran Bretagna e l'Irlanda. È governata come una dipendenza della Corona britannica, non avendo un proprio parlamento, ma con il Regno Unito responsabile della sua difesa e delle sue relazioni esterne. |

### Isole del Canale
|  | Sebbene le Isole del Canale (Channel Islands) siano associate al Regno Unito politicamente come dipendenze della Corona, esse geograficamente sono un affioramento della vicina Francia continentale, e storicamente sono le ultime parti rimanenti dell'antico Ducato di Normandia. |

## Distinzioni politiche

### Il Regno Unito

La bandiera del Regno Unito

Il "Regno Unito di Gran Bretagna e Irlanda del Nord" (The United Kingdom of Great Britain and Northern Ireland) è la denominazione completa ufficiale dello Stato. Questo nome appare su documenti ufficiali come i passaporti britannici. Per convenienza, il nome è solitamente accorciato in "Regno Unito" (United Kingdom, UK), "Gran Bretagna" (Great Britain) o Britain.
Il Regno Unito (United Kingdom) è uno stato sovrano. I suoi quattro paesi costitutivi (o nazioni costitutive) sono talvolta considerati con uno status diverso. Questa opinione potrebbe essere sostenuta dall'esistenza di governi devoluti con diversi livelli di potere in Scozia, Irlanda del Nord e Galles (vedi Federalismo). Il Galles è spesso descritto anche come un principato del Regno Unito (Principe di Galles è un titolo solitamente conferito all'erede al trono britannico, ma non ha alcun ruolo politico o di altro tipo rispetto al Galles). L'Irlanda del Nord è descritta talvolta dai cittadini del Regno Unito come una provincia del Regno stesso, il che deriva dalla provincia irlandese dell'Ulster, del quale l'Irlanda del Nord fa parte. Questo epiteto si utilizza anche perché originariamente essa faceva parte del Regno Unito come parte dell'Irlanda piuttosto che come paese o nazione costitutiva a sé stante. Anche l'Irlanda del Nord aveva, fino al 1972, un grado di autogoverno di gran lunga maggiore delle altre parti costitutive del Regno Unito.
La "Gran Bretagna" (Great Britain) è sia un'entità geografica che politica. Geograficamente, è un'unica isola, ma politicamente contiene anche le isole che appartengono alle sue nazioni costitutive, Inghilterra, Galles e Scozia (più in particolare l'Isola di Wight dell'Inghilterra, Anglesey del Galles e le Ebridi Interne, le Ebridi Esterne, le Orcadi e le Shetland della Scozia).
L'abbreviazione GB si usa a volte ufficialmente per il Regno Unito, ad esempio nelle Olimpiadi, o come codice identificativo del paese nelle targhe automobilistiche per le auto registrate nel Regno Unito (vedi anche Targhe automobilistiche britanniche). I codici GB e UK non sono sempre accettati. Dal 2002 vengono talvolta utilizzate alternative ufficiali: SCO in Scozia, CYM per il Galles o ENG per l'Inghilterra.
Il codice Internet ".gb", sebbene attribuito al Regno Unito, è virtualmente inutilizzato e i domini Internet del Regno Unito usano ".uk".
Le quattro parti costitutive del Regno Unito sono note ad alcuni anche come "Nazioni interne" (Home Nations) o le "Quattro Nazioni" (Four Nations). La BBC si riferisce alla sua attività di trasmissione in tutto il Regno Unito come "Nazioni e Regioni" (Nations and Regions) ("regioni" in riferimento alle Regioni dell'Inghilterra). Così le convenzioni di denominazione del Regno Unito tendono a descrivere le quattro distinte nazioni che esistono all'interno di un unico stato sovrano.
Nello sport, le nazioni del Regno Unito hanno per lo più le proprie distinte squadre nazionali, Inghilterra, Galles, Scozia, Irlanda del Nord, per esempio nel calcio. Le gare sportive tra le Quattro Nazioni sono conosciute come "Internazionali interni" (Home internationals): un esempio è il Torneo Interbritannico (British Home Championship) nel calcio.
L'organo di governo del calcio in Irlanda del Nord è chiamato Irish Football Association (letteralmente: "Associazione calcistica irlandese"), che esiste da circa quarant'anni prima della divisione. La sua corrispondente nella Repubblica (che include anche il Derry City Football Club) è la Football Association of Ireland (letteralmente: "Associazione calcistica d'Irlanda"). La nazionale dell'Irlanda del Nord conserva il nome "Irlanda" da circa cinquant'anni dopo la divisione. A partire all'incirca dal 1970 le due squadre sono state coerentemente appellate come "Irlanda del Nord" e "Repubblica d'Irlanda" rispettivamente.
Le squadre del Regno Unito alle Olimpiadi hanno gareggiato sotto vari nomi diversi - più recentemente a Pechino gli atleti furono presentati alla cerimonia d'apertura sotto una bandierea che diceva semplicemente Gran Bretagna, piuttosto che l'intera Gran Bretagna e Irlanda del Nord. Gli atleti olimpici dell'Irlanda del Nord possono scegliere se rappresentare il Regno Unito o l'Irlanda.
Dall'Accordo del Venerdì Santo, e dalla successiva legislazione di attuazione, l'organizzazione sportiva (e parecchie altre organizzazioni, ad es. il turismo, i comitati per le lingue gaelica irlandese e scozzese dell'Ulster) sull'isola d'Irlanda è sempre più transfrontaliera.
I cittadini del Regno Unito sono chiamati britannici (British) o Britons. Si può anche usare il termine Brits, talvolta in senso peggiorativo, ad esempio da parte dei sostenitori dell'indipendenza scozzese quando si riferiscono ai sostenitori dell'Unione. Alcuni nomi gergali più vecchi per indicare i britannici sono Tommy (per i soldati britannici), Anglo e Limey. Anglo propriamente si riferisce solo all'Inghilterra, ma si usa talvolta come riferimento più ampio come elemento di aggettivi composti: ad esempio, "relazioni anglo-francesi" può essere usato in articoli di giornale quando ci si riferisce alle relazioni tra le entità politiche della Francia e del Regno Unito. Anglosassone può essere usato (particolarmente nelle lingue europee continentali) quando ci riferisce all'intero mondo di lingua inglese, la cosiddetta "anglosfera", anche se dal punto di vista etnico pochissimi del miliardo di parlanti della lingua inglese sono di origine anglosassone.

### Irlanda

La bandiera dell'Irlanda

Dall'adozione della Costituzione irlandese nel 1937, Irlanda (Ireland) è il nome costituzionale dello Stato che copre approssimativamente i cinque sesti dell'isola d'Irlanda. (L'Irlanda del Nord copre il restante sesto dell'isola, nella sua parte nord-orientale. L'Irlanda del Nord rimane una parte costitutiva del Regno Unito.)
A partire dalla Legge sulla Repubblica d'Irlanda del 1948, il termine "Repubblica d'Irlanda" (Republic of Ireland) è quello utilizzato come descrizione addizionale dello Stato. Questo termine è utile per evitare l'ambiguità tra il nome dell'isola ed il nome dello Stato. Tuttavia, il termine "Irlanda" si usa sempre in contesti diplomatici formali come l'Unione europea o le Nazioni Unite. Il passaporto della Repubblica d'Irlanda reca il nome Éire - Ireland.
Prima dell'introduzione della costituzione del 1937 e del nuovo nome, lo Stato Libero d'Irlanda (Irish Free State) occupava lo stesso territorio del moderno Stato d'Irlanda. Lo Stato Libero d'Irlanda divenne un dominion autonomo dell'Impero britannico nel 1922 quando si separò dal Regno Unito attraverso il Trattato Anglo-Irlandese. Il Re cessò di essere capo di stato nel 1936 e lo Stato cessò di essere un dominion staccandosi dal Commonwealth nel 1948, quando fu fondata la Repubblica.
Tradizionalmente, l'isola d'Irlanda è divisa in quattro province, Leinster, Connacht, Munster e Ulster, ciascuna delle quali ulteriormente divisa in contee. La Repubblica d'Irlanda occupa l'83% dell'isola, e ventisei delle tradizionali trentadue contee dell'Irlanda. L'Irlanda del Nord, a sua volta, occupa l'area rimanente e sei delle tradizionali nove contee dell'Ulster, sebbene queste contee non esistano più come unità amministrative ufficiali.
Sull'isola d'Irlanda la denominazione dei luoghi solleva spesso questioni politiche. L'uso di "Irlanda" come nome ufficiale dello Stato causa offesa ad alcuni unionisti nell'Irlanda del Nord, che credono che esso implichi che lo Stato abbia ancora, ai sensi del Diciannovesimo emendamento della Costituzione irlandese, una pretesa territoriale sull'intera isola: di conseguenza, la terminologia di "Repubblica d'Irlanda" o Éire è di gran lunga preferita dagli unionisti nord-irlandesi quando si riferiscono a quello Stato politico. Similmente, anche alcuni nazionalisti nell'Irlanda del Nord preferiscono riservare l'uso di "Irlanda" per riferirsi all'intera isola.
Nell'Irlanda del Nord l'irlandesità (Irishness) è un'identità fortemente contestata, con percezioni fondamentalmente differenti tra gli unionisti che percepiscono sé stessi sia come irlandesi che come britannici, e i nazionalisti che considerano entrambe le comunità parte della nazione irlandese.
La Repubblica d'Irlanda è spesso chiamata dalle comunità nazionaliste e repubblicane con il termine "le Ventisei Contee" (the Twenty-six Counties), con la connotazione che lo Stato costituito in tal modo forma solo una porzione dell'ideale unità politica della Repubblica Irlandese, che consisterebbe di tutte le trentasei contee in cui l'isola è divisa. In aggiunta, si usa anche il termine "le Sei Contee" (the Six Counties) (in riferimento alle sei contee dell'Irlanda del Nord). Altri termini nazionalisti in uso comprendono: "le sei contee occupate" (the occupied six counties), ma più popolarmente, "il Nord dell'Irlanda" (the North of Ireland) e "il Nord" (the North). Questi ultimi sono termini utilizzati anche dall'emittente nazionale irlandese RTÉ.
Il passaporto irlandese è disponibile per i cittadini irlandesi e può essere richiesto anche all'estero attraverso i servizi consolari irlandesi e la locale ambasciata irlandese. In base alla legge sulla cittadinanza irlandese, a qualsiasi persone nata sull'isola d'Irlanda prima del 2005, o altrimenti a un discendente di prima generazione di tale persona, è consentito fare richiesta per un passaporto irlandese. Come tali, le persone nate nell'Irlanda del Nord ed i loro figli possono essere cittadini irlandesi e detenere un passaporto irlandese se scelgono in questo senso.

### Ulster
La terminologia e l'uso del nome Ulster nella cultura irlandese e britannica varia. Molti all'interno della comunità unionista si riferiscono all'Irlanda del Nord come Ulster, sebbene questo dal punto di vista ufficiale sia errato, in quanto l'Ulster è una delle quattro province d'Irlanda (quella che occupa la parte nord-orientale dell'isola), mentre l'Irlanda del Nord è quella parte amministrativa del territorio dell'Isola d'Irlanda facente capo alla sovranità del Regno Unito. I due territori coincidono solo parzialmente: l'Ulster infatti incorpora nove contee, sei delle quali appartengono al Regno Unito, mentre le restanti tre - Donegal, Cavan e Monaghan - rientrano nella sovranità della Repubblica d'Irlanda. Il termine Ulster (e "la Provincia") è talvolta preferito dagli unionisti, in alcuni casi perché può suggerire un'origine della forma di governo dell'Irlanda del Nord che risale a prima del 1922, riferendosi all'Atto di Unione (1800), alla Gloriosa rivoluzione del 1689, alla Colonizzazione dell'Ulster nel 1610, alle antiche migrazioni tra l'Ulster e la Scozia, e perfino alla tradizione biblica. Questo uso del termine Ulster da parte degli unionisti per indicare l'Irlanda del Nord, è percepito come offensivo da alcuni membri della comunità nazionalista, in quanto l'Ulster include, ma non è esclusivo, l'Irlanda del Nord. Anche certi toponimi locali sono ancora oggetto di disputa, ad esempio Derry/Londonderry.

### British Islands
In base alla Legge d'interpretazione del 1978 del Regno Unito, il termine British Islands, ossia "Isole britanniche" in senso giuridico (opposto al termine geografico British Isles), si riferisce al Regno Unito di Gran Bretagna e Irlanda del Nord, insieme alle dipendenze della Corona: i bailati di Jersey e di Guernsey (che a loro volta include le isole minori di Alderney, Herm e Sark) tra le Isole del Canale; e l'Isola di Man. Sul frontespizio dei passaporti emessi dalle dipendenze della Corona, le parole "Regno Unito di Gran Bretagna e Irlanda del Nord" (United Kingdom of Great Britain and Northern Ireland) sono sostituite con "British Islands" seguito dal nome dello Stato o dell'isola emettente.

### Isola di Man e Isole del Canale
L'Isola di Man (Isle of Man) e i due baliati delle Isole del Canale (Channel Islands) sono dipendenze della Corona; cioè, nazioni non sovrane, autonome ma la cui sovranità è detenuta dalla Corona britannica. Essi controllano i propri affari interni, ma non la loro difesa o le loro relazioni estere. Non sono parte del Regno Unito né parte dell'Unione europea.
- L'isola di Man fa parte delle isole britanniche (British Isles), situata nel mare d'Irlanda fra la Gran Bretagna e l'Irlanda.
- Le isole del Canale consistono politicamente di due baliati autonomi: il Baliato di Guernsey (Bailiwick of Guernsey) e il Baliato di Jersey (Bailiwick of Jersey). Essi sono i resti dell'antico Ducato di Normandia, che era un tempo in unione personale con il Regno d'Inghilterra. Essi sono a volte, malgrado la loro collocazione accanto alla Francia continentale, considerati parte delle British Isles, ossia delle Isole britanniche in senso geografico. Quest'uso, però, è più politico che geografico.
- Infatti, la legge del Regno Unito per definire l'isola di Man e le isole del Canale ricorre al termine British Islands, che ha una specifica valenza giuridico-amministrativa.[13]

## Aspetti storici

### Origini dei termini
I più antichi nomi conosciuti per le Isole britanniche vengono dagli scritti degli antichi Greci. Sebbene i testi originali siano andati perduti, alcuni estratti furono citati o parafrasati da autori posteriori. Parti del Periplo massaliota, un manuale mercantile che descrive le rotte marittime del VI secolo a.C., erano usate in traduzione negli scritti di Rufio Festo Avieno intorno al IV secolo d.C. L'Irlanda era designata come Ierne (Insula sacra, l'"isola sacra", come la interpretavano i Greci) "abitata dalla razza degli Hiberni" (gens hiernorum), e la Gran Bretagna come insula Albionum, "isola degli Albioni". Varie fonti da intorno al 150 a.C. al 70 d.C. includono frammenti degli scritti dell'antico greco Pitea intorno al 320 a.C., che usavano anche i termini "Albione e Ierne" e sono state descritte che si riferivano alle Isole britanniche, compresa l'Irlanda, come le Isole pretaniche.
I Romani chiamavano gli abitanti della Gallia (la moderna Francia) Galli o Celtae. Quest'ultimo termine veniva dal nome greco Κελτοι che designava un popolo centro-europeo, e gli studiosi di antichità del XVII secolo che trovavano i collegamenti tra le lingue svilupparono l'idea di una razza di Celti che abitava l'area, ma questo termine non era utilizzato dai Greci o dai Romani per gli abitanti della Gran Bretagna o dell'Irlanda, né vi è alcuna testimonianza che gli abitanti delle Isole britanniche si riferissero a sé stessi come tali. Nondimeno, l'amministrazione romana avrebbe in seguito incorporato la provincia di Britannia nella prefettura del pretorio delle Gallie, in comune con l'Hispania, che aveva i Celtiberi. L'Armorica, dove si sarebbero insediati i Bretoni, faceva parte della Gallia Celtica, pertanto vi erano perlomeno relazioni di terzo livello tra i Britanni e i Celti gallici. In aggiunta, si pensa che i Parisi della Gallia Celtica abbiano fondato Aldborough in Gran Bretagna. Anche i Belgi e i Siluri venivano dalle aree galliche, sebbene non da quelle strettamente "celtiche", ma dalla Gallia Belgica e dall'Aquitainia.
Priteni è la fonte del termine della lingua gallese Prydain, "Gran Bretagna", ed ha la stessa origine del termine goidelico Cruithne. Quest'ultimo si riferiva ai primi abitanti di lingua brittonica delle Highlands scozzesi e del nord della Scozia, che sono noti appunto anche come Cruithne in gaelico scozzese, e che i Romani chiamavano Pitti o Caledoni.

### Romani

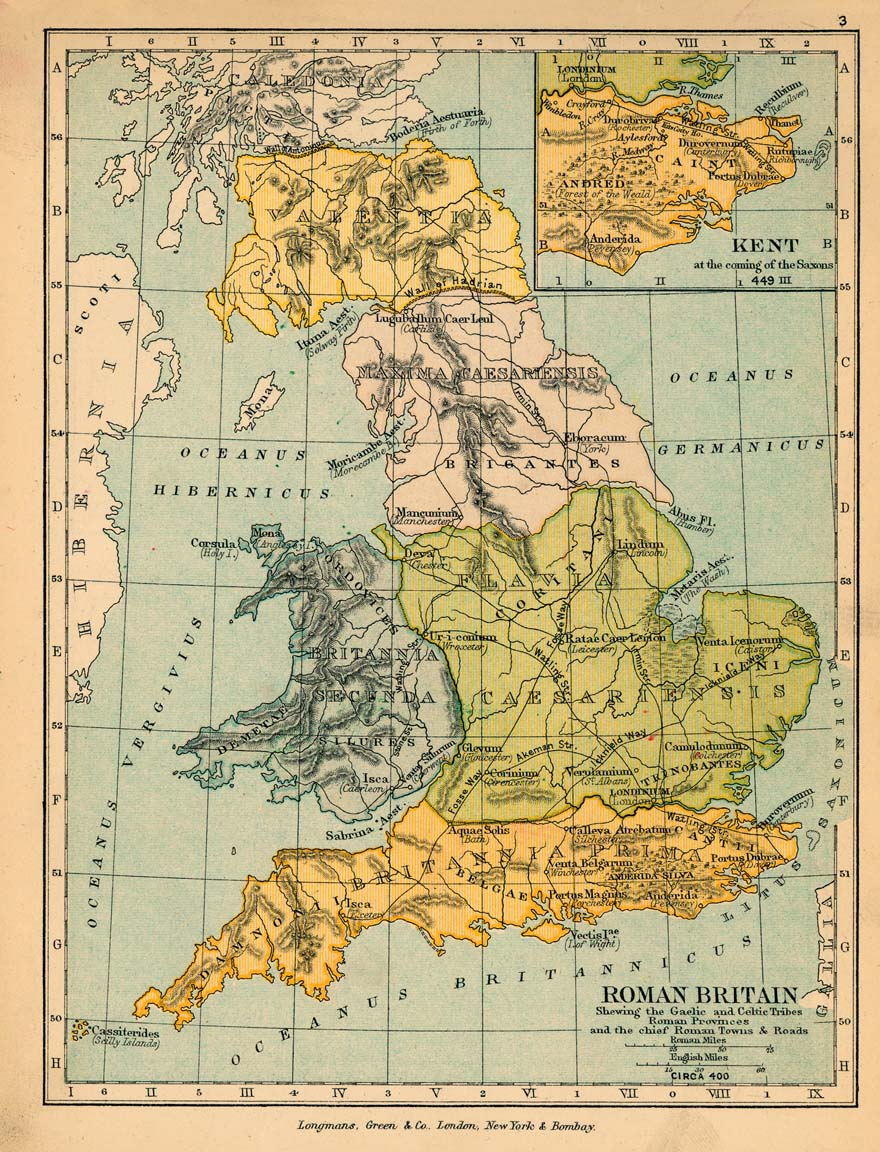
La Britannia romana nel 410

Le spedizioni di Cesare in Britannia nel 55 a.C. portarono descrizioni dei popoli di quella che lui chiamava Britannia pars interior, "Britannia interna". In tutto il Libro IV della sua Geografia, Strabone è coerente nello scrivere l'isola Gran Bretagna (traslitterata) come Prettanikee; egli usa il termine Prettane o Brettane in modo approssimativo per riferirsi alle isole come gruppo - una generalizzazione comune usata dai geografi classici. Ad esempio, in Geografia 2.1.18, …οι νοτιώτατοι των Βρεττανών βορειότεροι τούτων εισίν ("…le più settentrionali delle Brettane sono ancora più a nord di questa"). Egli scriveva intorno al 10 d.C., anche se la più antica copia sopravvissuta della sua opera risale al VI secolo. Plinio il Vecchio scrivendo intorno al 70 d.C. usa una versione latina della stessa terminologia nella sezione 4.102 della sua Naturalis Historia. Egli scrive della Gran Bretagna: Albion ipsi nomen fuit, cum Britanniae vocarentur omnes de quibus mox paulo dicemus. ("Albione era il loro nome, quando tutte [le isole] erano chiamate Britannie; parlerò di loro tra un momento"). Nella sezione successiva, 4.103, Plinio enumera le isole che considera formino le Britannie, elencando la Gran Bretagna, l'Irlanda e molte isole minori. Nella sua Geografia scritta nella metà del II secolo e che descrive probabilmente la posizione intorno al 100 d.C., Tolomeo include sia la Gran Bretagna che l'Irlanda – egli la chiama Hibernia – nel gruppo di isole che chiama Britannia. Egli intitola il Libro II, Capitolo 1 come Hibernia, Isola di Britannia, e il Capitolo 2 come Albione, Isola di Britannia.
Il nome Albione per la Gran Bretagna cadde in disuso, e l'isola fu descritta in greco come Πρεττανία o Βρεττανία, in latino Britannia, un abitante come Βρεττανός, Britannus, con l'aggettivo Βρεττανικός, Britannicus, da cui deriva l'equivalente moderno "Britannico". Con la conquista romana della Britannia il nome Britannia fu usato per indicare la provincia della Britannia romana. L'imperatore Claudio fu onorato con l'agnomen Britannicus come se fosse il conquistatore, e furono coniate monete del 46 d.C. con l'iscrizione de britan, de britann, de britanni, o de britannis. Con la visita di Adriano nel 121 d.C. le monete introdussero una figura femminile con l'etichetta britannia quale personificazione o divinità del luogo. Queste e le successive monete romane introdussero la figura seduta della Britannia che sarebbe stata reintrodotta nel XVII secolo.
Negli anni successivi del dominio romano i Britanni che lasciavano iscrizioni latine, sia in patria che altrove nell'Impero, spesso descrivevano sé stessi come Brittanus o Britto, e ove descrivevano la loro cittadinanza la rendevano come cives di una tribù britannica o di una patria ("patria") di Britannia, non di Roma. Dal IV secolo, molti Britanni migrarono dalla Britannia romana attraverso La Manica e fondarono la Bretagna.

### Periodo medievale

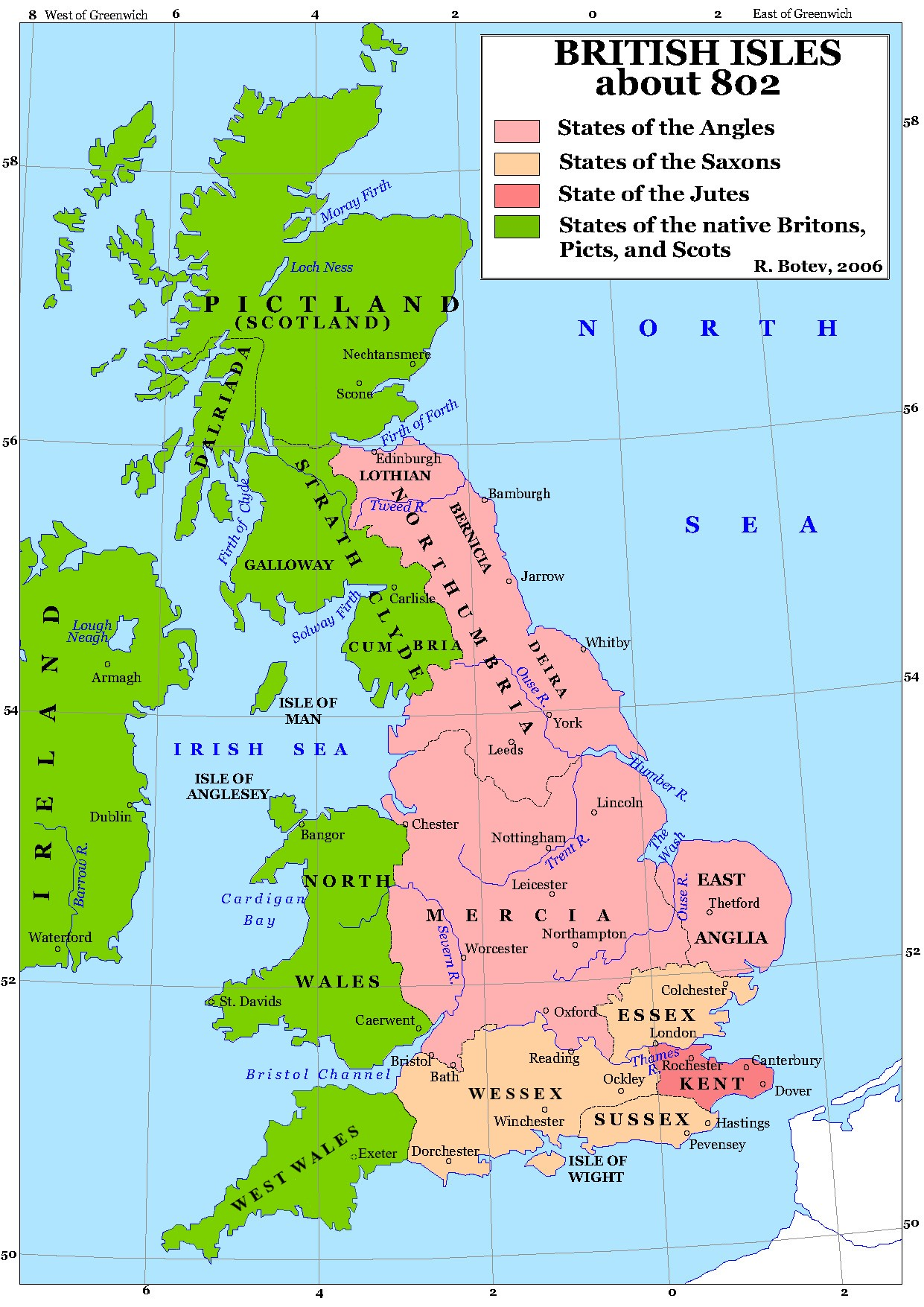
Carta della Gran Bretagna con parte dell'Irlanda nell'802

Mentre il latino rimaneva la lingua dell'erudizione, dal primo periodo medievale cominciano ad apparire registrazioni nelle lingue native. La più antica fonte indigena ad usare un termine collettivo per l'arcipelago è la Vita di San Columba, un'agiografia che registra le attività missionarie del monaco irlandese del VI secolo San Columba tra i popoli di quella che è ora la Scozia. Fu scritta alla fine del VII secolo da Adamnano di Iona, un monaco irlandese che visse sull'isola delle Ebridi Interne. Il termine collettivo per l'arcipelago usato dentro quest'opera è Oceani Insulae che significa "Isole dell'Oceano" (Libro 2, 46 nell'edizione di Sharpe = Libro 2, 47 nell'edizione di Reeves), ma è scarsamente usato e non si fa alcun riferimento collettivo derivato da Priteni.
Un'altra antica fonte nativa ad utilizzare un termine collettivo è la Historia ecclesiastica gentis Anglorum di Beda il Venerabile scritta all'inizio dell'VIII secolo. Il termine collettivo per l'arcipelago usato in quest'opera è insularum che vuol dire "isole" (Libro 1, 8) e anch'esso è scarsamente usato. Veda affermava che la Gran Bretagna "studia e professa un'unica conoscenza della più alta verità nelle lingue di cinque nazioni, ossia gli Angli, i Britanni, gli Scoti, i Pitti e i Latini", distinguendo tra le lingue brittoniche degli "antichi Britanni" ovvero i parlanti dell'antico gallese e gli altri gruppi linguistici.
I primi regni celtici, anglosassoni e vichinghi come Rheged, Strathclyde e Wessex si amalgamarono, conducendo alla formazione della Scozia, dell'Inghilterra e del Galles. Nell'Irlanda normanna, i signori locali acquistarono considerevole autonomia dalla Signoria d'Irlanda finché essa divenne il Regno d'Irlanda sotto diretto dominio inglese.

### Cartografi rinascimentali

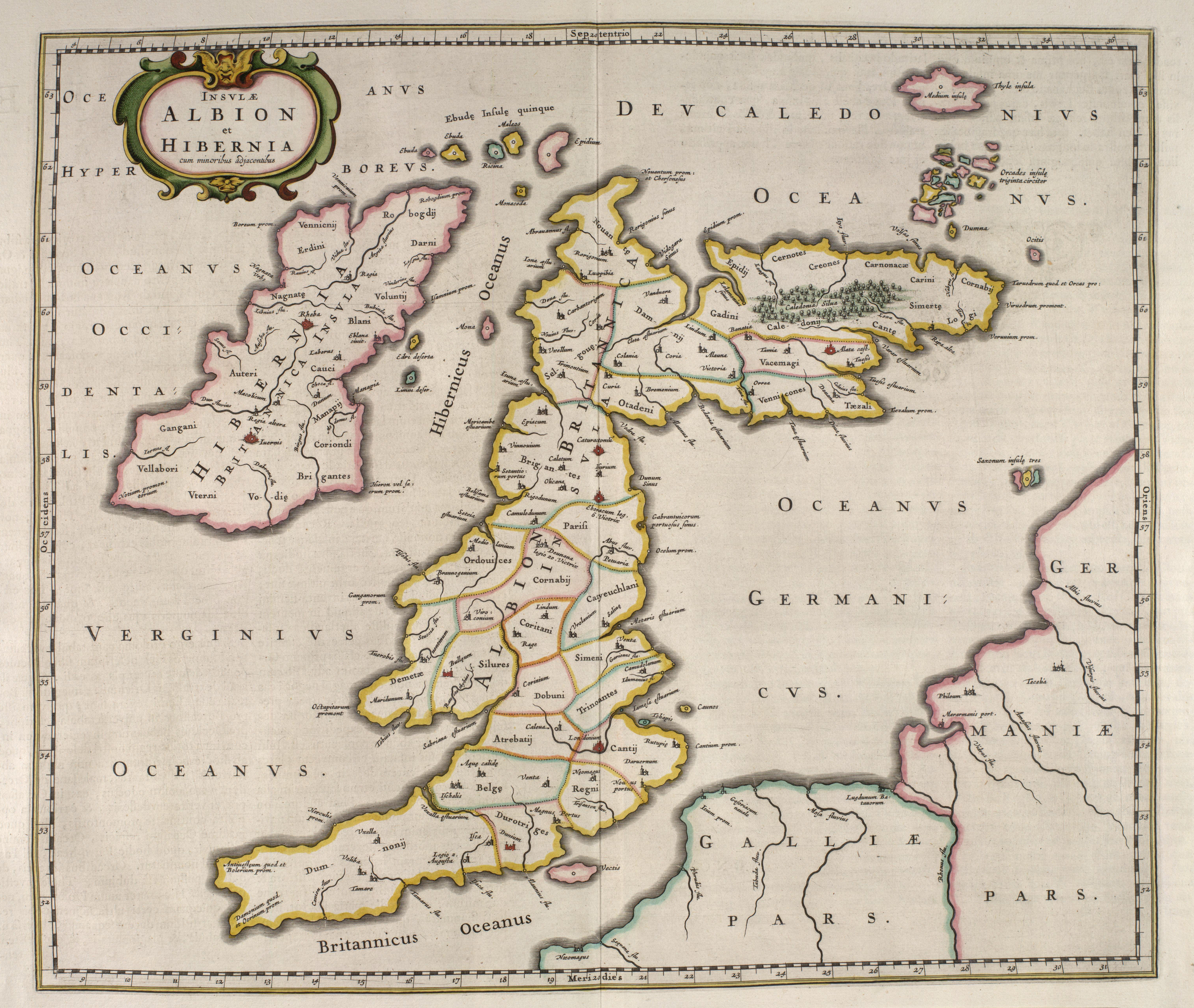
L'Atlante Joan Blaeu di Scozia del 1654, Insulæ Albion et Hibernia cum minoribus adjacentibus: la Gran Bretagna è etichettata come Albion Britannica insula e l'Irlanda è etichettata come Hibernia Britannica insula

Abraham Ortelius rmostra chiaramente di comprendere che Inghilterra, Scozia e Irlanda erano politicamente separate nel 1570 dal titolo completo della sua carta: "Angliae, Scotiae et Hiberniae, sive Britannicar. insularum descriptio" che si traduce come "Una rappresentazione d'Inghilterra, Scozia e Irlanda, ovvero delle Isole britanniche." Per giunta molte carte di questo periodo mostrano il Galles e la Cornovaglia come nazioni separate, in modo più particolare quelle di Mercatore.
Le carte medievali, rinascimentali e di periodi posteriori spesso si riferivano ad Albione. Questo termine arcaico fu usato originariamente da Tolomeo e da Plinio per indicare l'isola di Gran Bretagna. Nei secoli successivi il suo significato cambiò per riferirsi soltanto all'area che ora chiamiamo Scozia (Albany, o Alba in gaelico). Albione è sopravvissuto come nome poetico per la Gran Bretagna ma non lo è nell'uso quotidiano.

### XVIII e XIX secolo

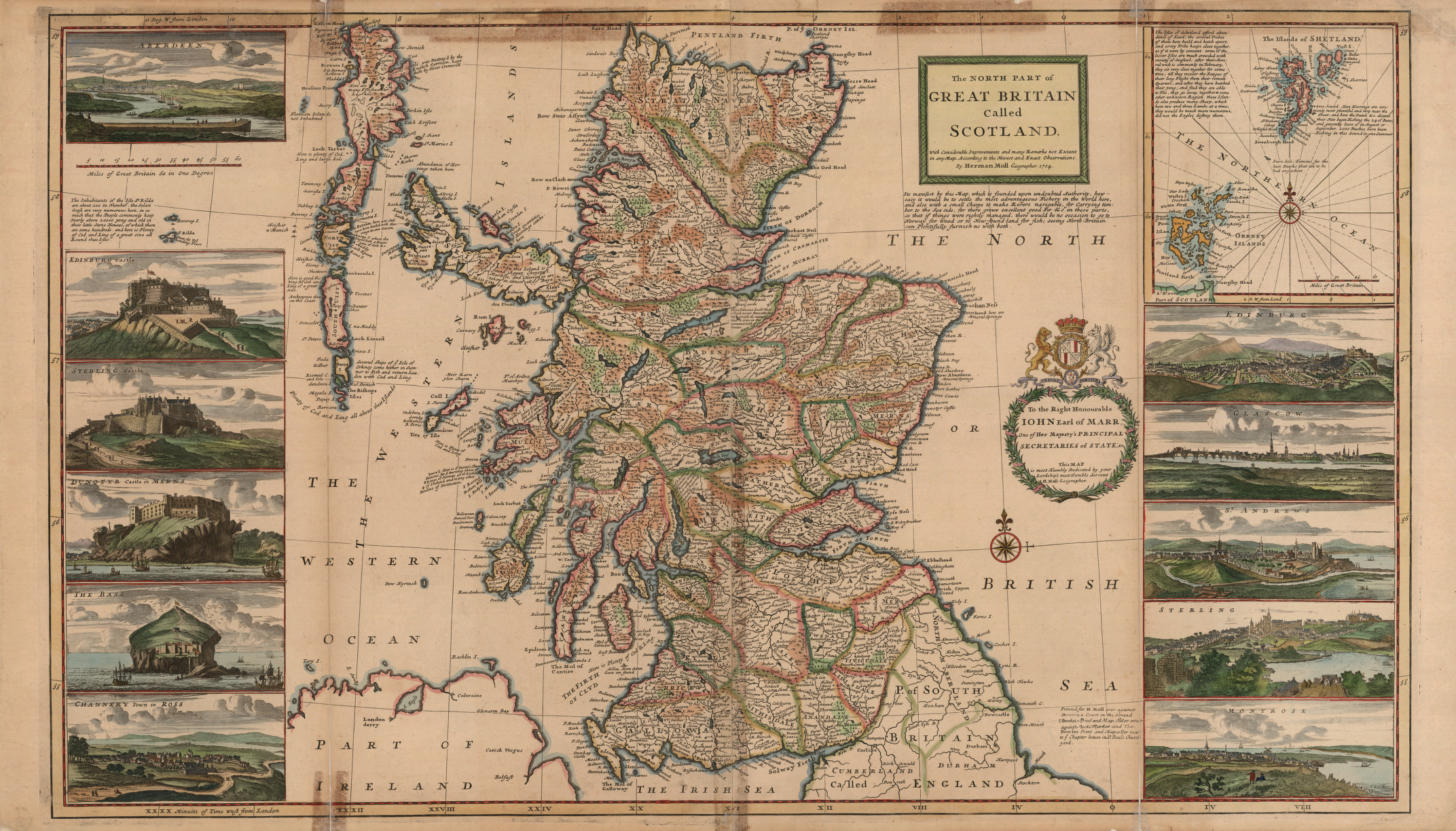
Una carta del 1726 che mostra "La parte nord della Gran Bretagna chiamata Scozia"

In seguito all'Atto di Unione del 1707, sorse una moda, particolarmente in Scozia, di riferirsi a Scozia e Inghilterra rispettivamente come North Britain ("Gran Bretagna del Nord") e South Britain ("Gran Bretagna del Sud"). Questi termini guadagnarono popolarità durante il XVIII secolo. L'esempio più duraturo di questo uso fu nel nome della North British Railway, che divenne parte della London and North Eastern Railway nel 1923, e nel nome del North British Hotel, costruito dalle ferrovie ad Edimburgo nel 1902, che conservò il nome finché non riaprì nel 1991 come Balmoral Hotel.

### Evoluzione di regni e stati

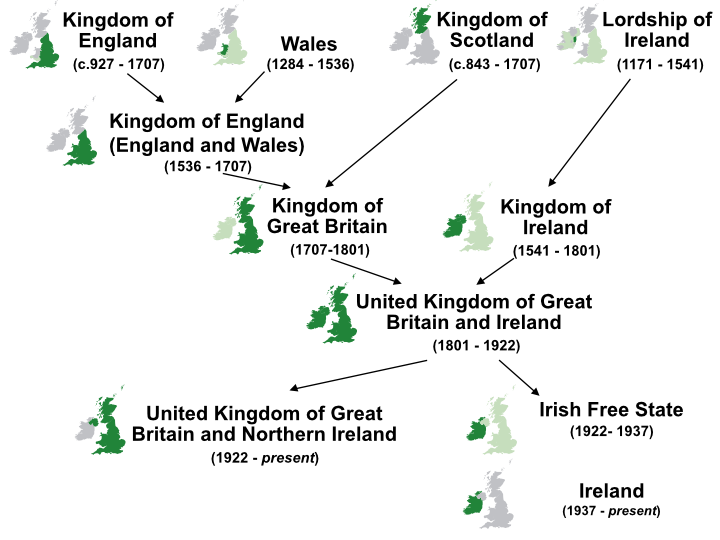
Una linea temporale degli stati nelle Isole britanniche. (LIrlanda continua ad esistere, ma in questo caso si usa come disambiguatore la descrizione "Repubblica d'Irlanda").

Il diagramma a destra dà un'indicazione dell'ulteriore evoluzione di regni e stati. Nel 1603 il re di Scozia Giacomo VI ereditò il trono inglese come Giacomo I d'Inghilterra. Egli si definì come Giacomo I di Gran Bretagna, sebbene entrambi gli stati conservassero la loro sovranità ed i loro parlamenti indipendenti, il Parlamento di Scozia e il Parlamento d'Inghilterra. (Lo stesso termine "Gran Bretagna" risale presumibilmente fino al 1474, e fu nell'uso comune dalla metà del XVI secolo in poi.)
L'Atto di Unione del 1707 unì Inghilterra e Scozia nel Regno di Gran Bretagna sotto il Parlamento di Gran Bretagna, poi nel 1800 l'Irlanda fu portata sotto il controllo del governo britannico dall'Atto di Unione creando il Regno Unito di Gran Bretagna e Irlanda. Il malcontento irlandese culminò nella Guerra d'indipendenza irlandese e nella separazione del 1922 dello Stato Libero d'Irlanda, che in seguito divenne una repubblica con il nome d'Irlanda. La maggioranza protestante del nord-est continuò a far parte di quello che divenne il Regno Unito di Gran Bretagna e Irlanda del Nord.
I territori britannici d'oltremare quali Bermuda, Gibilterra, Hong Kong, le Isole Falkland e il Territorio antartico britannico hanno (o hanno avuto) varie relazioni con il Regno Unito. Il Commonwealth delle nazioni, formalizzato inizialmente nel 1931 (il Commonwealth britannico fino al 1949), è un'associazione di stati indipendenti grosso modo corrispondente all'ex Impero britannico. Questo non ha alcun collegamento con il Commonwealth d'Inghilterra, una repubblica di breve durata che sostituì i precedenti regni durante l'Interregno inglese (1649–1660).

## Aggettivi
Anche gli aggettivi usati per descrivere i contenuti e gli attributi delle varie parti costitutive delle Isole britanniche possono creare confusione.
In assenza di un unico aggettivo per riferirsi al Regno Unito, "britannico" (British) si usa generalmente per riferirsi al Regno Unito nel suo complesso. Tuttavia, in senso specificamente fisico-geografico, "britannico" si usa per riferirsi alla Gran Bretagna. I membri delle comunità unioniste nell'Irlanda del Nord potrebbero descrivere sé stessi come britannici anche se non sono sull'isola di Gran Bretagna, in quanto questo riflette un'identità politica e culturale.
Nella lingua inglese esiste anche lo scomodo aggettivo "gran britannico" (Great British), che però si usa molto raramente per riferirsi alla Gran Bretagna, se non per inventare giochi di parole con la parola great, cioè "gran(de)", come in Great British Food (letteralmente, "gran britannico cibo").
"Irlandese" (Irish), in senso politico, si usa per riferirsi alla Repubblica d'Irlanda. L'Irlanda del Nord, in quanto parte costitutiva del Regno Unito, sarebbe ricompresa sotto l'ombrello del termine politico "britannico" (British), sebbene molti unionisti nell'Irlanda del Nord si considerino anche irlandesi. Per essere più specifici, è perciò di uso comune "nord-irlandese" (Northern Irish). I membri delle comunità nazionaliste non descriverebbero sé stessi come "britannici" e userebbero soltanto i termini "irlandese", o specificamente "nord-irlandese" dove occorrente.
In inglese anche il termine Ulster può essere usato come aggettivo (ad es. in Royal Ulster Constabulary, il nome adottato dalla polizia nord-irlandese fra il 1922 ed il 2001), ma questo è più probabile che sia impiegato dagli unionisti e ha connotazioni politiche nella stessa maniera del suo uso come nome proprio (perché soltanto sei delle tradizionali nove contee dell'Ulster, cioè Antrim, Armagh, Down, Fermanagh, Londonderry e Tyrone, sono incluse nell'Irlanda del Nord, mentre le rimanenti sei contee di Cavan, Donegal e Monaghan fanno parte della Repubblica). Il termine Ulsterman o Ulsterwoman ("uomo dell'Ulster" o "donna dell'Ulster") è comune e non ha tali connotazioni politiche. Similmente, i nazionalisti potrebbero descrivere, per dire, un lago nell'Irlanda del Nord come "irlandese". Tuttavia, alcuni nazionalisti potrebbero attribuire ciò che essi considerano come aspetti meno attraenti dell'Irlanda del Nord alla Gran Bretagna o perfino all'Inghilterra.
Si noti che il termine geografico Mare d'Irlanda (in inglese Irish Sea, letteralmente "Mare Irlandese") finora sembra essere sfuggito a connotazioni politiche, anche se il controllo territoriale delle acque del Mare d'Irlanda è diviso tra la Repubblica d'Irlanda ed il Regno Unito, e comprende anche una dipendenza della Corona, l'Isola di Man. Finora tuttavia non sembra esservi una controversia sull'utilizzo del termine che rispecchi quella di "Isole britanniche". Il Canale del Nord si trova al largo della costa est dell'Irlanda del Nord e si allunga grosso modo per due terzi della linea costiera orientale dell'Irlanda del Nord.
Il "Nord" in "Irlanda del Nord" non è completamente accurato. La punta più settentrionale sull'isola, Malin Head, è nella Repubblica d'Irlanda, nella Contea di Donegal della Penisola di Inishowen.
"Scozzese", "inglese" e "gallese" sono autoesplicativi, ma il termine "inglese" è spesso usato scorrettamente anche nel significato di "britannico". Americani ed Europei spesso usano il termine in questa maniera.

## Problemi con l'uso dei termini

### Isole britanniche
La definizione del dizionario di "Isole britanniche" (British Isles) è quella di un termine geografico che si riferisce al complesso di Gran Bretagna e Irlanda nonché delle isole circostanti. Talvolta è usato scorrettamente come fosse un sinonimo di Regno Unito, o per riferirsi alla Gran Bretagna e alle isole circostanti, escludendo interamente l'isola d'Irlanda. La BBC e The Times hanno guide di stile che impongono la definizione del dizionario, ma sui loro siti web si può trovare un occasionale uso scorretto.
Il termine "Isole britanniche" (British Isles) può anche essere considerato irritante od offensivo da alcuni con il pretesto che l'associazione moderna del termine "britannico" (British) con il Regno Unito rende inappropriata la sua applicazione all'Irlanda.
La politica del governo della Repubblica d'Irlanda è che nessun ramo del governo dovrebbe usare il termine, e sebbene esso usato sia occasionalmente in senso geografico nei dibattiti parlamentari irlandesi, lo si fa spesso in un modo che escluda la Repubblica d'Irlanda. Nell'ottobre 2006, The Times citò un portavoce dell'Ambasciata irlandese a Londra che diceva che avrebbero scoraggiato il suo uso.
Durante una visita di sosta alla Repubblica d'Irlanda nel 1989, il capo dell'URSS, Michail Gorbačëv, indicò che presumeva che il capo di Stato irlandese fosse la regina Elisabetta II, dato che ella era la regina britannica ed i suoi funzionari dicevano che l'Irlanda faceva parte delle Isole britanniche.
Nell'Irlanda del Nord, alcuni nazionalisti rifiutano il termine ed usano invece espressioni come "queste isole" (these islands o anche these isles) o "Gran Bretagna e Irlanda" (Britain and Ireland) come alternativa.
Ci sono stati vari suggerimenti per le sostituzioni del termine "Isole britanniche" (British Isles). Sebbene non vi sia un'unica sostituzione accettata, i termini "Gran Bretagna e Irlanda" (Great Britain and Ireland o anche Britain and Ireland), "Le Isole britanniche e l'Irlanda" (The British Isles and Ireland) sono tutti utilizzati.

### Irlanda
La parola "Irlanda" (Ireland) ha due significati.
1. È il nome ufficiale dello stato che occupa i cinque sesti dell'isola.
2. È un termine geografico per l'intera isola, per evitare ambiguità, talvolta chiamata "l'isola d'Irlanda", specialmente in politica.

### Ulster
La parola Ulster ha due usi.
1. È il nome di una delle quattro province d'Irlanda, formate dalle nove contee settentrionali dell'isola. La sua giurisdizione è suddivisa fra il Regno Unito (sei contee) e la Repubblica d'Irlanda (tre contee).
2. È un nome alternativo per l'Irlanda del Nord, usato da molti nella comunità unionista. È formato dalle sei contee nord-orientali dell'isola che rimangono parte del Regno Unito.

### Inghilterra

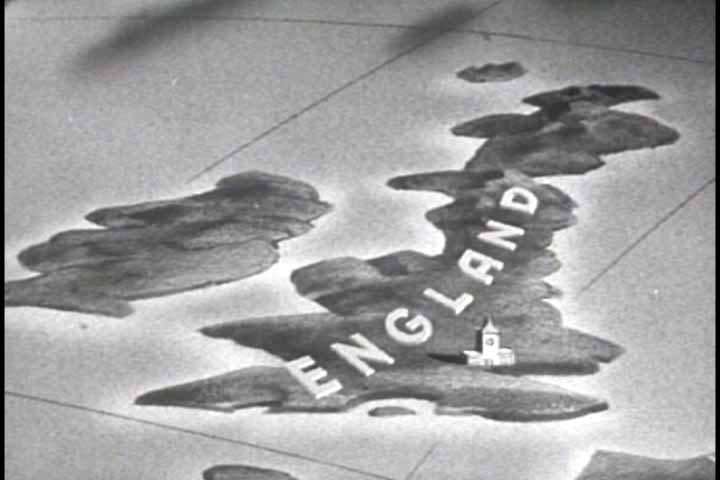
Un fermo immagine dalla serie di film di propaganda del 1943 Why We Fight, in cui il termine "Inghilterra" era spesso riferito all'intera Gran Bretagna

La parola "Inghilterra" (England) si usa spesso colloquialmente — e scorrettamente — nei paesi fuori del Regno Unito per riferirsi alla Gran Bretagna o al Regno Unito nel loro insieme. Quest'uso è problematico e suscita offesa in altre parti della Gran Bretagna.
I riferimenti all'Inghilterra come un'isola, a un "passaporto inglese", o a luoghi scozzesi o gallesi come se fossero in Inghilterra sono esempi di uso scorretto del termine "Inghilterra". Negli eventi sportivi, era comune per i tifosi della squadra di calcio dell'Inghilterra salutare come bandiera la Union Flag britannica, finché la Croce di San Giorgio inglese non acquistò popolarità durante il Campionato europeo di calcio 1996.
Ci sono esempi di riferimenti patriottici all'"Inghilterra" che sono in realtà intesi includere anche la Scozia e il Galles.
L'uso d'"Inghilterra" come sinonimo per "Gran Bretagna" è comune in tutto il mondo, benché nel Regno Unito questa confusione stia declinando. In Germania, il termine "Inghilterra" si usa spesso per intendere la Gran Bretagna o addirittura l'intero Regno Unito. In molte altre lingue, quali cinese, giapponese o coreano, la parola per "inglese" è sinonimo di "britannico".

## Nomi celtici
Ci sono cinque lingue celtiche viventi nella regione. Ciascuna ha nomi per le isole ed i paesi delle Isole britanniche. Esse si dividono in due rami:
- brittonico (Brythonic) – che comprende il gallese (Welsh) e il cornico (Cornish)
- goidelico (Goidelic) – che comprende l'irlandese (Irish), il gaelico scozzese (Scottish Gaelic) e il mannese (Manx).

Alcuni dei suddetti nomi sono:
|                             | Cornovaglia | Galles          | Irlanda  | Irlanda del Nord   | Repubblica d'Irlanda  | Scozia   | Man     | Inghilterra   |
| --------------------------- | ----------- | --------------- | -------- | ------------------ | --------------------- | -------- | ------- | ------------- |
| Cornico (Kernewek)          | Kernow      | Kembra          | Iwerdhon | Iwerdhon Gledh     | Repoblek Iwerdhon     | Alban    | Manow   | Pow an Sawson |
| Gallese (Cymraeg)           | Cernyw      | Cymru           | Iwerddon | Gogledd Iwerddon   | Gweriniaeth Iwerddon  | Yr Alban | Manaw   | Lloegr        |
| Irlandese (Gaeilge)         | Chorn       | Bhreatain Bheag | Éire     | Tuaisceart Éireann | Poblacht na hÉireann  | Albain   | Manainn | Sasana        |
| Gaelico scozzese (Gàidhlig) | Chòrn       | Chuimrigh       | Èirinn   | Èirinn a Tuath     | Poblachd na h-Èireann | Alba     | Manainn | Sasainn       |
| Mannese (Gaelg)             | Chorn       | Bretyn Beg      | Nerin    | Nerin Twoaie       | Pobblaght Nerin       | Nalbin   | Mannin  | Sostyn        |

Nota: In irlandese ci sono in realtà parecchi termini per l'Irlanda del Nord: di solito si usa An Tuaisceart, che significa "il Nord", ma un termine più recente di uso ufficiale è Tuaisceart Éireann.
La parola inglese Welsh, "gallese", viene da una comune radice germanica che significa "straniero" (imparentata con Vallonia e Valacchia, e imparentata anche con la parola usata nel tedesco medievale per riferirsi ai francesi e agli italiani). I nomi inglesi Albione e Albany sono legati al latino Alba e usati poeticamente o per l'Inghilterra o per la Scozia, ovvero per l'intera isola di Gran Bretagna. L'inglese Erin è un nome poetico per l'Irlanda derivato da Éire (o piuttosto, dalla sua forma dativa Éirinn).

### I termini per le Isole britanniche nella lingua irlandese
In irlandese, è attestato il termine Oileáin Bhriotanacha come una versione del termine inglese British Isles. In questo senso, Briotanach si riferisce al popolo britannico nel senso delle isole ad esso appartenenti. Un'altra traduzione è Oileáin Bhreataineacha, che è usata in un libro di geografia del 1937 tradotto in irlandese dall'inglese. In questo esempio, Breataineach si riferisce al popolo dell'isola di Gran Bretagna, di nuovo nel senso delle isole ad esso appartenenti. Nessuno di questi due termini si usa spesso in irlandese.
I dizionari anteriori danno Oileáin Iarthair Eorpa come traduzione, che significa letteralmente Isole europee occidentali. Oggi si usa il termine più comune Éire agus an Bhreatain Mhór, che significa letteralmente Irlanda e Gran Bretagna, fornito dai dizionari terminologici.

## Europa
Il termine "Europa" (Europe) può essere usato in più contesti diversi dai Britannici e dagli Irlandesi; o per riferirsi all'insieme del continente europeo, per riferirsi solo all'Europa della terraferma, a volte chiamata "Europa continentale" o semplicemente "il Continente" da alcune persone dell'arcipelago — come nel titolo di giornale apocrifo Fog shrouds Channel, continent cut off ("Nebbia sulla Manica, continente isolato").
"Europa" e l'aggettivo "europeo" possono anche essere usati in riferimento all'Unione europea, particolarmente in un contesto dispregiativo come The new regulations handed out by Europe ("I nuovi regolamenti messi in giro dall'Europa").